# Tornet
För andra betydelser, se Tornet (olika betydelser).
Tornet är ett höghus i Tornby, Linköping. Med 64 meter i höjd och 19 våningar är det Linköpings högsta hus, och Linköpings näst högsta byggnad efter den 109 meter höga Domkyrkan.
Byggnaden är 64 meter hög och består av 19 våningar. Ägare är Stångåstaden och byggnaden har ritats av arkitekten Johannes Tovatt från arkitektbyrån Tovatt Architects & Planners.

## Historik
Byggmästaren Gunnar Sundbaum köpte det 32 000 kvadratmeter stora området på Farmeks gamla slakthusområde 1996. I slutet på 1990-talet presenterade han idén om att bygga ett höghus på platsen. Sundbaum ville först bygga Tornet betydligt högre, men stötte bland annat på problem med Luftfartsverkets och Saabs oro för flygolyckor.
Tornet började byggas av entreprenören Peab i november 2005. I juli 2009 blev byggnaden klar för inflyttning, och Tornet invigdes officiellt den 29-30 augusti 2009.